# Wilhelm Meier (Politiker)
Wilhelm Meier (* 16. September 1887 in Knetterheide; † 9. Juli 1957 in Gadderbaum bei Bielefeld) war ein deutscher Schuhmacher und Politiker (SPD).

## Leben
Wilhelm Meier war der Sohn eines Fabrikarbeiters. Er besuchte die Volksschule und machte von 1901 bis 1904 eine Lehre als Schuhmacher. Bis 1915 war er Schuhmacher und Ziegeleiarbeiter mit Wohnsitz in Knetterheide, ab 1913 in Detmold. Von 1915 bis 1918 war er Soldat im Ersten Weltkrieg. Er war zunächst evangelischer Konfession und trat dann aus der Kirche aus.

## Politik
Von 1910 bis 1913 war Meier Mitbegründer und Vorsitzender der SPD in Knetterheide, 1914 Vorsitzender der SPD-Wahlkreisorganisation in Lippe. 1913 absolvierte er eine Schulung in der zentralen SPD-Parteischule in Berlin. Von 1922 bis 1929 war er Mitglied des SPD-Bezirksvorstands Östliches Westfalen/ Lippe. Von Januar 1919 bis Juni 1929 arbeitete er als Parteisekretär für den SPD-Unterbezirk Lippe mit Sitz in Detmold. Dort war er auch Stadtrat.
Bei der Landtagswahl in Lippe 1919 wurde er in den Landtag Lippe gewählt, dem er bis 1929 angehörte. Er war dort Vorsitzender der SPD-Landtagsfraktion und von Februar 1921 bis Juni 1929 Präsident des Lippischen Landtags. Er legte sein Mandat am 25. Juni 1929 nieder. Nachrücker im Landtag wurde Heinrich Waldvogt.
1929 zog er nach Schneidemühl um. Nach der Machtergreifung der Nationalsozialisten war er im Mai 1933 im Polizeigefängnis Schneidemühl inhaftiert. Zwischen Juni 1933 und Herbst 1933 war er erneut in Haft, anfangs im KZ Hammerstein in der Grenzmark Posen-Westpreußen. Nach der Vertreibung aus Schneidemühl war er ab 1945 Redakteur der Freien Presse in Bielefeld.